# Floks wiechowaty

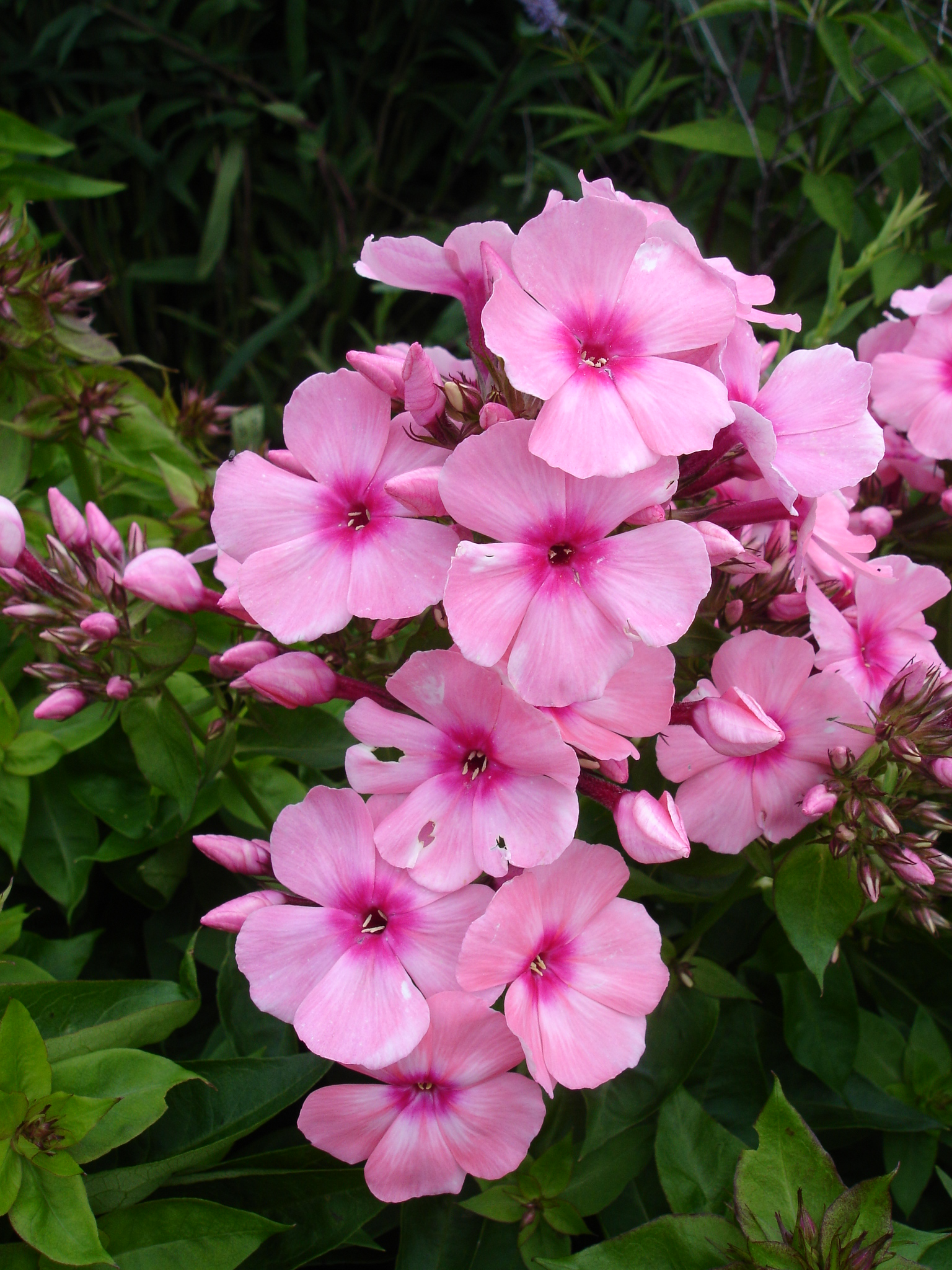
'Baraleven'

Floks wiechowaty, płomyk wiechowaty (Phlox paniculata) – gatunek byliny z rodziny wielosiłowatych. Pochodzi z przyatlantyckiej części Ameryki Północnej, ale rozprzestrzenił się też gdzieniegdzie poza swoim rodzimym obszarem występowania, szczególnie w USA. W Polsce często uprawiany, niekiedy dziczejący.

## Morfologia
PokrójTworzy gęste kępy o wysokości 50–120 cm.
ŁodygaSztywna, wzniesiona, pojedyncza.
LiścieDolne nakrzyżległe, górne skrętoległe, prawie siedzące, jajowatolancetowate, zaostrzone, długości do 12 cm
KwiatyZebrane w szczytowych kwiatostanach tworzących baldachogrono. U typowej formy są jasnoczerwone, u odmian w różnych kolorach.

## Zastosowanie
- Roślina ozdobna uprawiana ze względu na swoje piękne i pachnące kwiaty na rabatach oraz na kwiat cięty. Kwitnie od lipca do sierpnia (różne odmiany różnią się terminem kwitnienia).
- Sztuka kulinarna: kwiaty floksa wiechowatego są jadalne i mają słodkawo-korzenny smak.

## Uprawa
- Wymagania: najlepiej rośnie w ziemi próchniczej, stanowisko słoneczne lub półcień. Na posadzenie należy przeznaczyć więcej miejsca bo lubi się rozkrzewiać. W Polsce jest całkowicie mrozoodporny (strefy mrozoodporności 4-10)[4].
- Rozmnażanie: przez podział bryły korzeniowej (wiosną i jesienią), albo przez sadzonki pędowe lub korzeniowe.